# Tomb Raider (film, 2018)
Pour les articles homonymes, voir Tomb Raider (homonymie).
Pour plus de détails, voir Fiche technique et Distribution.
Tomb Raider est un film britanno-américain réalisé par Roar Uthaug et sorti en 2018.
Le film est une adaptation cinématographique de la série de jeux vidéo Tomb Raider et plus précisément de son reboot de 2013 développé par Crystal Dynamics. Il s'agit également d'un reboot de la franchise au cinéma. C'est la troisième adaptation de la série, déjà adaptée dans une dilogie cinématographique avec Angelina Jolie. Alicia Vikander reprend le rôle de Lara Croft.
Le film suit Lara Croft (Vikander), sept ans après la disparition de son père Richard (Dominic West) et âgée de 21 ans, alors qu'elle refuse de prendre la direction de l'entreprise familiale et tente de gagner sa vie en tant que coursière à vélo. Quand elle hérite d'un artefact de son père et y trouve la clé pour accéder à une pièce secrète conservant les secrets de ce dernier. Elle découvre une vidéo dans laquelle ce dernier avoue avoir découvert un tombeau où est enterré la reine Himiko sur l'île du Yamatai, au sud du Japon en plein cœur de la mer du Diable. Sur cette île, une organisation qui se fait appeler la Trinité cherche le tombeau et pourrait donc mettre le monde en danger. Accompagnée du capitaine Lu Ren (Daniel Wu), Lara décide de partir enquêter pour empêcher que le tombeau ne soit découvert par la Trinité. Mais l'expédition va vite basculer en tragédie et se transformer en lutte pour survivre.
En France, il a reçu des critiques plutôt positives mais il a divisé la critique aux États-Unis. Néanmoins, à l'époque de sa sortie, le film est devenu l'adaptation cinématographique en prise de vue réelle d'un jeu vidéo la mieux reçue par la critique d'après le site Rotten Tomatoes, titre qu'il conservera un peu plus d'un an. Le film est également bien accueilli au box-office international, remboursant son budget et terminant à la première place du box-office mondial lors de son premier week-end d'exploitation.

## Synopsis
À la suite de la disparition de son père, Lord Richard Croft, Lara Croft gagne sa vie comme coursière à vélo à Londres. Elle est arrêtée après une collision avec une voiture de police. La partenaire commerciale de Richard, Ana Miller, paie sa caution et exhorte Lara à accepter son héritage. Lara pense que son père est toujours en vie, mais Miller prévient Lara que si elle ne réclame pas son héritage sera vendu au plus offrant, dont le manoir familial. Au dernier moment avant de signer les documents, Lara trouve une clé, que son père lui a laissé dans un puzzle chinois ce qui lui permet alors d'avoir accès a une pièce secrète au manoir. Lorsqu'elle accède à cette chambre secrète dans la tombe de son père, elle trouve un message vidéo préenregistré. Richard y détaille ses recherches sur Himiko, la mythique reine de Yamatai, qui aurait le pouvoir sur la vie et la mort. Richard avertit Lara de détruire ses recherches, mais elle ignore ses avertissements et enquête plus avant.
N'ayant pas encore reçu son héritage, Lara est obligée de mettre en gage le pendentif en jade que son père lui a donné. Avec l'argent, Lara se rend à Hong Kong où elle engage Lu Ren, capitaine du navire Endurance, pour naviguer à travers la mer du Diable vers l'île de Yamatai. Alors qu'il approche de la côte, le navire chavire dans une violente tempête et Lara échoue sur le rivage où elle est assommée. Elle se réveille seulement pour rencontrer Mathias Vogel, le chef d'une expédition essayant de localiser la tombe d'Himiko. L'expédition a été financée par une organisation obscure appelée la Trinité, qui cherche à exploiter et à militariser le pouvoir d'Himiko. Vogel fait prisonnière Lara, affirmant qu'il a tué son père et révélant qu'il a l'intention d'utiliser les recherches de Richard pour poursuivre son expédition. Il ajoute Lara et Lu Ren à sa force d'esclaves. Les deux essaient de s'échapper, mais seule Lara réussit.
Après avoir survécu à des rapides et évité de justesse de tomber au-dessus d'une cascade avec l'épave d'un avion de guerre, Lara est forcée de tuer un garde de la Trinité après la tombée de la nuit. Elle suit un personnage mystérieux à travers la jungle et découvre qu'il s'agit de son père, qui est resté sur l'île pour empêcher la Trinité de trouver la tombe d'Himiko. Après que Lara l'ait convaincu qu'elle est réelle et non le fruit de son imagination, Richard soigne ses blessures. Malgré ses protestations, Lara part le lendemain matin pour voler le téléphone satellite de Vogel. Lara entre en contact avec Lu Ren, et lui, avec les autres esclaves, organise une diversion qui permet à Lara de s'infiltrer dans le camp de la Trinité et de prendre le téléphone. Dans le chaos qui s'ensuit, Lu Ren récupère un fusil d'assaut, couvre les évadés et abat plusieurs soldats de la Trinité, tandis que Richard se dirige vers la tombe d'Himiko mais est capturé par Vogel, qui persuade Lara d'ouvrir la tombe en résolvant le puzzle qui active le mécanisme d'ouverture. À ce stade, l'entrée de la tombe s'autodétruit et tombe, permettant au groupe d'entrer dans la tombe qui n'a pas été vue depuis plus de deux mille ans.
Le groupe navigue dans une série de pièges et localise le sarcophage d'Himiko. Lorsqu'un soldat de la Trinité tente d'enlever son cadavre, il est infecté par un agent pathogène hautement infectieux qui le réduit à un zombie agressif et nécrotique. Lara se rend compte qu'Himiko était une porteuse asymptomatique du virus, qui a choisi de s'enterrer pour ne pas infecter les autres. Vogel conclut que la Trinité veut créer une arme biologique à partir de son corps, mais il ne peut pas retirer le corps d'Himiko et se contente plutôt de détacher un doigt, qu'il met dans une pochette. Dans la confusion, Lara et Richard maîtrisent les soldats restants, bien que Vogel s'échappe et que Richard soit infecté. Sachant qu'il n'y a pas de remède, Richard propose de détruire la tombe d'Himiko pour empêcher la maladie de se propager à travers le monde. Lara poursuit Vogel alors que Richard déclenche une bombe, se tue et scelle la tombe. Lara affronte et tue Vogel en fourrant le doigt coupé d'Himiko dans sa gorge. Elle échappe à peine au tombeau alors qu'il s'effondre, se regroupant avec Lu Ren et les esclaves ; ils réquisitionnent un hélicoptère de la Trinité pour s'échapper de Yamatai.
Lara retourne à Londres, où elle accepte officiellement son héritage et découvre par inadvertance que la société-écran de la Trinité, Patna, est une filiale de Croft Holdings. Elle enquête plus avant et soupçonne Ana d'être un agent de la Trinité qui l'a manipulée pour qu'elle accepte son héritage afin de prendre le contrôle des opérations commerciales de Croft Holdings lorsque Richard a cessé de coopérer avec Trinité. Ayant été témoin de la cruauté de la Trinité, elle se prépare pour sa prochaine aventure. Plus tard, Lara retourne chez le prêteur sur gages pour racheter son pendentif et achète également deux pistolets HK USP identiques.

## Fiche technique
Sauf indication contraire, les informations mentionnées dans cette section peuvent être confirmées par la base de données cinématographiques IMDb,  présente dans la section « Liens externes ».
- Titre original et français : Tomb Raider
- Réalisation : Roar Uthaug
- Scénario : Geneva Robertson-Dworet et Alastair Siddons, d'après une histoire écrite par Evan Daugherty et Geneva Robertson-Dworet et adaptée de la série de jeux vidéo Tomb Raider par Crystal Dynamics
- Musique : Junkie XL
- Direction artistique : Claire Fleming, Simon Lamont, Tamara Marini, Catherine Palmer, Alessandro Troso et Mark Walker
- Décors : Gary Freeman
- Costumes : Colleen Atwood et Timothy A. Wonsik
- Photographie : George Richmond
- Son : Mike Prestwood Smith, Mark Taylor
- Montage : Stuart Baird, Michael Tronick et Tom Harrison-Read
- Production : Graham King
  - Production déléguée : Denis O'Sullivan, Patrick McCormick et Noah Hughes
  - Supervision de production : Genevieve Hofmeyr
- Sociétés de production : GK Films et Square Enix, avec la participation de Metro-Goldwyn-Mayer et Warner Bros.
- Société de distribution : Warner Bros.
- Budget : 94 millions de $[6]
- Pays de production :  Royaume-Uni[7],  États-Unis
- Langues originales : anglais, cantonais
- Format : couleur - 2,39:1 (Cinémascope) - son DTS (DTS: X) | Dolby Atmos | Auro 11.1 | SDDS | Sonics-DDP
- Genre : action, aventures
- Durée : 118 minutes[8]
- Dates de sortie :
  - Royaume-Uni, France, Belgique[9], Suisse romande[10] et Luxembourg[11] : 14 mars 2018
  - États-Unis, Canada et Québec[12] : 16 mars 2018
- Classification :
  - États-Unis : accord parental recommandé, film déconseillé aux moins de 13 ans (PG-13 - Parents Strongly Cautioned)[Note 1].
  - France : tous publics[13].
  - Suisse romande : interdit aux moins de 14 ans[14].
  - Belgique : potentiellement préjudiciable jusqu'à 12 ans ([[Cinecheck|12 - Mogelijk schadelijk voor kinderen onder de 12 jaar]])[Note 2].
  - Luxembourg : accessible aux personnes âgées de 12 ans et plus[15].
  - Québec : tous publics (G - General Rating).

## Distribution
- Alicia Vikander (VF : Anna Sigalevitch ; VQ : Sarah-Jeanne Labrosse) : Lara Croft
  - Maisy De Freitas : Lara Croft à 7 ans
  - Emily Carey : Lara Croft à 14 ans
- Dominic West (VF : Eric Peter ; VQ : Gilbert Lachance) : Lord Richard Croft
- Walton Goggins (VF : Jochen Haegele ; VQ : Martin Desgagné) : Mathias Vogel
- Daniel Wu (VF : Stéphane Fourreau ; VQ : Adrien Bletton) : Lu Ren
- Kristin Scott Thomas (VF : Danièle Douet ; VQ : Anne Bédard) : Ana Miller
- Derek Jacobi (VF : Jean-Pierre Leroux ; VQ : Jean-François Blanchard) : M. Yaffe
- Nick Frost (VF : Philippe Bozo) : Alan
- Jaime Winstone : Pamela
- Hannah John-Kamen (VF : Déborah Claude ; VQ : Laurence Régnier) : Sophie
- Duncan Airlie James (en) (VF : Jean-Marc Charrier) : Terry
- Keenan Arrison (VF : Yann Sundberg) : Rocket
- Alexandre Willaume (VQ : Pierre-Étienne Rouillard) : le lieutenant
- Annabel Wood : Rose
- Antonio Aakeel (en) : Nitin Ahuja
- Josef Altin (VF : Antoine Levannier) : Bruce
- Billy Postlethwaite : Bill
- Roger Nsengiyumva : Rog
- Michael Obiora (en) : Baxter

Version française réalisée par Dubbing Brothers sous la direction artistique de Virginie Méry, avec une adapation de dialogues de Philippe Millet.
 Source et légende : version française (VF) sur RS Doublage et le carton de doublage ; version québécoise (VQ) sur Doublage Québec

## Production

### Genèse et développement
En mars 2011, il est annoncé que le producteur Graham King et sa société GK Films ont acquis les droits d'adaptation de la franchise vidéoludique Tomb Raider et qu'un film reboot est en développement en collaboration avec le studio Metro-Goldwyn-Mayer.
Darrell Gallagher, directeur de Crystal Dynamics, révèle alors que le film mettra en scène une Lara Croft plus jeune que celle incarnée par Angelina Jolie dans les deux premières adaptations cinématographiques, à l'image du reboot en jeu-vidéo de la franchise en développement à l'époque de l'annonce.
En juin 2013, Marti Noxon est choisie pour écrire le script puis en février 2015, il est annoncé que Warner Bros. se joint à GK Films et MGM et que ce sera finalement Evan Daugherty qui écrira le script.
En novembre 2015, le norvégien Roar Uthaug est officialisé comme le réalisateur du film. Le studio annonce aussi que le film pourrait être le premier d'une éventuelle nouvelle franchise cinématographique. Il est également annoncé que Geneva Robertson-Dworet reprendra le script final du film, après que ce dernier soit passé par Mark Fergus et Hawk Ostby avant elle.
En mars 2016, Roar Uthaug confirme que le film sera principalement basé sur le jeu vidéo de 2013, reboot de la série de jeux vidéo. Warner Bros. annonce également que le film sera tourné et diffusé en IMAX.
Le 18 septembre 2017, le studio dévoile la première affiche et le teaser du film et révèle que ce dernier sera également diffusé avec la technologie RealD 3D. Le lendemain, il dévoile la première bande-annonce et confirme la date de sortie du film.

### Distribution des rôles

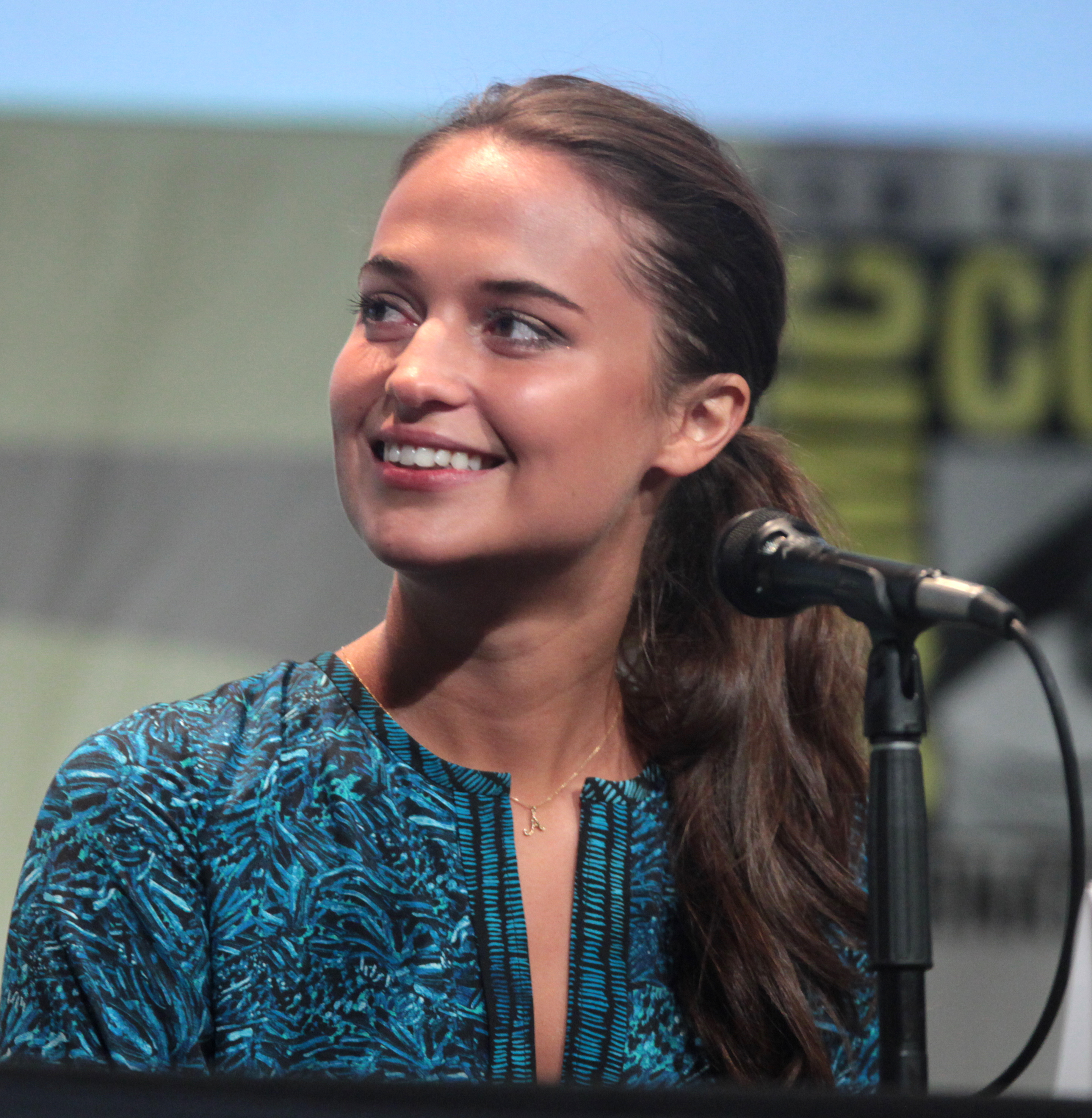
Alicia Vikander interprète de Lara Croft.

En mars 2016, le site américain Deadline rapporte que Daisy Ridley fait partie de la liste des actrices envisagées pour le rôle principal et que les fans clament leurs envies de voir Camilla Luddington, la doubleuse du personnage depuis le reboot, reprendre le rôle au cinéma.
En avril 2016, The Hollywood Reporter confirme cependant que l'actrice suédoise Alicia Vikander a signé pour interpréter Lara Croft.
En décembre 2016, Walton Goggins est officialisé dans le rôle de l'antagoniste principal. Ce dernier décrit alors l'intrigue du film comme « Les Aventuriers de l'arche perdue rencontrant une version du roman de Joseph Conrad Victoire ».
En janvier 2017, Variety annonce que Daniel Wu incarnera Lu Ren, le capitaine d'un navire se joignant à la quête de Lara pour retrouver son père. Quelques jours plus tard, Dominic West obtient le rôle de Lord Richard Croft, le père de Lara.
En avril 2017, il est annoncé que Hannah John-Kamen rejoint la distribution pour interpréter la colocataire et meilleure amie de Lara Croft.
En juin 2017, l'acteur anglais Antonio Aakeel est annoncé à la distribution pour le rôle de Nitin, un ami de Lara Croft.
En septembre 2017, lors de la diffusion de la première bande-annonce du film, il est révélé que Kristin Scott Thomas et Nick Frost sont à la distribution du film.

### Tournage

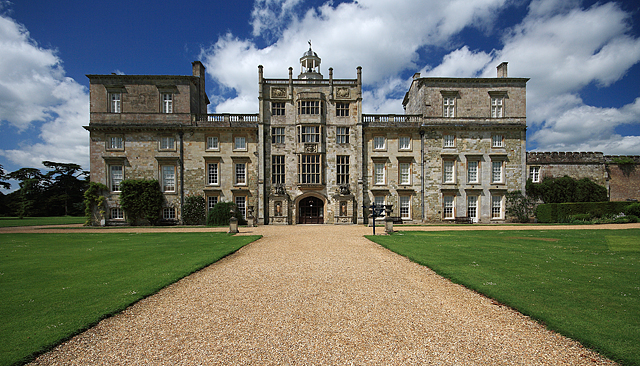
Façade de la Wilton House où les scènes au manoir des Croft ont été tournées.

Le tournage débute le 23 janvier 2017,, en Afrique du Sud au Cape Town Film Studios de Le Cap et s'est poursuivi à Plettenberg Bay et à Paarl.
La majeure partie du tournage, notamment les scènes se déroulant à Hong Kong et sur l’île japonaise, a eu lieu en Afrique du Sud. Le tournage s'est ensuite déroulé en Angleterre dans la ville de Londres. Les scènes au manoir de la famille Croft, à l'exception de la pièce secrète tournée dans un studio en Afrique du Sud, ont été tournées à la Wilton House, un manoir situé à Wilton près de Salisbury dans le Wiltshire.
Il s'est terminé le 9 juin 2017 au Warner Bros. Studios Leavesden en Angleterre.
Certaines parties de la scène de la cascade avec l'avion ont été tournées au Lee Valley White Water Centre, un parc aquatique en dehors de Londres ayant accueilli les épreuves de slalom de canoë-kayak aux Jeux olympiques d'été de 2012.
Pour le tournage, 80 décors différents ont été bâtis par l'équipe du film. Certains de ces décors ont ensuite été réutilisés pour la construction d'un escape game éphémère à Londres pour la promotion du film.

### Bande originale
La musique du film est composée par le musicien allemand Tom Holkenborg dit « Junkie XL ». Un album contenant la bande-originale a été publié le 9 mars 2018 sur les plateformes numériques et le jour de la sortie américaine du film en version physique par Sony Music Masterworks. Une édition vinyle, éditée à 1 500 exemplaires, a également été publiée le 11 mai 2018. L'édition comporte deux disques de deux faces colorés en orange et sang.
Tom Holkenborg sera récompensé au prix Ascap Top pour son travail sur la bande originale du film l'année suivante.
En plus des compositions de Junkie XL, une chanson intitulée Run For Your Life et interprétée par la chanteuse américaine K.Flay est sortie le 15 février 2018 en tant que single promotionnel via Interscope Records. Écrite par la chanteuse pour le film, elle figure au générique.
Un remix de la célèbre chanson Survivor du groupe R'n'B américain Destiny's Child a également été réalisé par le duo de compositeurs 2WEI pour la seconde bande-annonce du film. Néanmoins, ce remix n'est pas présent dans le film.
Liste des titres
| No  | Titre                        | Durée |
| --- | ---------------------------- | ----- |
| 1.  | Return to Croft Manor        | 8:13  |
| 2.  | Seeking Endurance            | 1:09  |
| 3.  | The Bag                      | 1:49  |
| 4.  | Path of Paternal Secrets     | 3:39  |
| 5.  | The Devil's Sea              | 4:11  |
| 6.  | Let Yamatai Have Her         | 13:23 |
| 7.  | Figure in the Night          | 4:15  |
| 8.  | Remember This                | 3:26  |
| 9.  | Never Give Up                | 5:36  |
| 10. | Karakuri Wall                | 4:38  |
| 11. | What Lies Underneath Yamatai | 8:35  |
| 12. | There's No Time              | 4:01  |
| 13. | Becoming the Tomb Raider     | 7:15  |
| 14. | The Croft Legacy             | 2:00  |

## Accueil

### Accueil critique
En France, les critiques sont plutôt positives avec le film. Pour Le Parisien, la nouvelle Lara est sympathique et plus réaliste et le film devrait plaire à un public amateur d’aventures. Pour IGN France, le film se montre efficace, dispose d'un rythme singulier et ne manque pas une occasion de surprendre. Le site salue également la performance d'Alicia Vikander ainsi que la partie visuelle une fois sur l'île du Yamatai mais reproche néanmoins certaines facilités dans le scénario.
Pour RTL, le film est un divertissement réussi et qui ne s’essouffle pas. Le site salue la réalisation de Roar Uthaug ainsi que la performance d'Alicia Vikander et trouve sa Lara Croft convaincante. Pour LCI, ce reboot est une bonne idée et Alicia Vikander parfaite pour le rôle.
Pour le magazine Les Inrockuptibles, la Lara Croft d'Alicia Vikander brille par ses aptitudes physiques et sa témérité. Enfin, pour Ouest-France et CNews, le film est un divertissement de bonne facture et pour Télérama, il est réussi.
Pour Première, plus mitigé, le film est correct et meilleur que la version avec Angelina Jolie, il reprend aussi les meilleurs moments du jeu même s'il n'atteint pas le niveau de ce dernier. Pour Le Figaro, l'intrigue est classique mais le film devrait plaire au jeune public.
Le site Écran Large publie une critique négative considérant le film comme raté. Pareil pour Le Monde, qui le considère comme une histoire d'origine trop simpliste et sans prise de risque.
Aux États-Unis, le film divise les critiques. Sur le site agrégateur de critiques Rotten Tomatoes, il obtient un score de 52 % de critiques positives, avec une note moyenne de 5,4/10 sur la base de 150 critiques positives et 141 négatives. Sur Metacritic, il obtient un score de 48/100 sur la base de 52 critiques collectées.
Néanmoins, lors de sa sortie, le film est devenu l'adaptation cinématographique en prise de vue réelle d'un jeu vidéo la mieux reçue par la critique, prenant la place de Final Fantasy : Les Créatures de l'esprit. L'année suivante, il passe à la seconde place à la suite de la sortie du film Pokémon : Détective Pikachu.

### Box-office
| Pays ou région    | Box-office        | Date d'arrêt du box-office | Nombre de semaines |
| ----------------- | ----------------- | -------------------------- | ------------------ |
| France            | 1 262 563 entrées | 15 mai 2018                | 9                  |
| États-Unis Canada | 58 250 803 $      | 31 mai 2018                | 11                 |
| Mondial           | 274 650 803 $     | 9 septembre 2018           | 21                 |

Sorti le 9 mars 2018 dans neuf pays d'Asie, le film récolte un peu plus de 14 millions de dollars pour son premier week-end dans ces pays. Il devient ainsi le film numéro un sur le continent asiatique au cours de ce week-end, avec un démarrage plus important que le premier volet de la série Hunger Games et que le dernier volet de Resident Evil.
En France, pour sa première matinée sur Paris le 14 mars 2018, le film se place à la première place du box-office avec 1 479 entrées pour 19 salles parisiennes à 14 heures, se plaçant devant Tout le monde debout et Hostiles. Le film termine sa première journée à la deuxième place du box-office global avec 58 042 entrées dans toute la France, derrière Tout le monde debout et devant Ghostland.
Aux États-Unis, les avant-premières du film ont récolté un peu plus de 2,1 millions de dollars la veille de la sortie du film puis pour sa première journée, il récolte 9 millions, un score correct, faisant de lui la nouveauté ainsi que le film numéro un au box-office de la journée. Le film termine son premier week-end à la seconde place du box-office américain, dépassé par Black Panther, néanmoins, avec un peu plus de 23 millions de dollars récolté, le film réalise une performance à la hauteur des estimations.
En Chine, le film a récolté un peu plus de 12 millions de dollars pour sa première journée, devenant le cinquième film avec le plus haut démarrage en Chine pour le studio Warner Bros. Pictures, dépassant le démarrage chinois de Wonder Woman. Le film termine son premier week-end en Chine en récoltant plus de 41 millions.
Le film termine son premier week-end d'exploitation à la première place du box-office européen et mondial, récoltant un peu plus de 128 millions de dollars, lui permettant également de rembourser intégralement son budget.
Au 9 septembre 2018, le film a récolté 58,2 millions aux États-Unis et au Canada et 216,4 millions dans le reste du monde dont 10,1 millions en France pour un total global de 274,6 millions de dollars. La France est d'ailleurs le quatrième pays dans lequel le film rapporte le plus de bénéfices.
Le film fait un score légèrement en dessous de la première adaptation de la franchise qui avait rapporté 274,7 millions, mais bien au dessus de la seconde adaptation qui n'avait récolté que 156,5 millions. Des trois adaptations, c'est celle qui rapporte le plus de bénéfices à l'international.

## Suite annulée
Lors de la promotion du film en février 2018, Alicia Vikander dévoile être partante à l'idée de revenir pour un second volet.
Le 12 avril 2019, il est dévoilé que Metro-Goldwyn-Mayer lance le développement d'une suite et vient d'engager la scénariste Amy Jump, connue pour son travail sur le film Free Fire, pour écrire le script. GK Films et Warner Bros. Pictures feront également leur retour à la production. La production de cette suite est officiellement lancée en septembre 2019 par Metro-Goldwyn-Mayer. Ben Wheatley, collaborateur récurrent de la scénariste, est alors annoncé à la réalisation et le studio fixe sa sortie au 19 mars 2021 aux États-Unis.
Le tournage du film devait commencer en avril 2020 au Royaume-Uni et se poursuivre dans d'autres pays. Néanmoins, en raison de la pandémie de Covid-19, il a été repoussé, toujours au Royaume-Uni puis en Afrique du Sud. En octobre 2020, le studio retire le film de son planning de sortie, toujours à cause de la pandémie. En janvier 2021, il est annoncé que Wheatley et Jump ont quitté le projet. La scénariste Misha Green, connue pour avoir créée la série télévisée Lovecraft Country, signe pour écrire et réaliser le film, qui marquera ses débuts en tant que réalisatrice.
En juillet 2022, Metro-Goldwyn-Mayer perd les droits d'adaptation de la franchise. Le contrat entre le studio et les ayants droit de la franchise stipulait qu'il avait jusqu'à mai 2022 pour lancer la production d'un film, auquel cas le contrat expirerait. Il est également confirmé que Alicia Vikander et Misha Green ne sont plus attachées au projet.
À la suite de l'expiration du contrat avec MGM, les droits d'adaptation sont revenus aux ayant droit, la société Embracer Group. Elle signe alors un nouveau contrat avec la société de production GK Films, qui partageaient les droits avec MGM, afin qu'elle conserve sa part. Le site The Wrap annonce que GK Films cherche un nouveau studio pour co-produire et distribuer un nouveau projet d'adaptation. Le site dévoile également qu'une guerre d'enchères pour récupérer les droits est en cours entre plusieurs studios intéressés par la franchise. Fin 2022, Amazon signe un contrat pour distribuer le prochain jeu de la franchise. Quelques mois après, en janvier 2023, l'entreprise étend son contrat afin d'également produire des films et séries télévisées dérivés, et confirme qu'il s'agira d'un reboot.

## Distinctions
Entre 2018 et 2019, Tomb Raider a été sélectionné 8 fois dans diverses catégories mais n'a remporté aucune récompense.

### Nominations
- Golden Trailer Awards 2018 :
  - Meilleure bande-annonce de film d’action pour Warner Bros. et The Ant Farm,
  - Meilleur spot TV de film d'action pour Warner Bros. et Mob Scene,
  - Meilleur spot TV musical pour Warner Bros. Pictures Group,
  - Meilleure affiche de film d'action pour Warner Bros. et Works ADV.
- Teen Choice Awards 2018 :
  - Film d'action préféré,
  - Actrice d'action préférée pour Alicia Vikander.
- People's Choice Awards 2018 : Star de cinéma d'action de l'année pour Alicia Vikander (pré-nomination uniquement)[75].
- Prix nationaux du cinéma (Royaume-Uni) (National Film Awards UK) 2019 : Meilleure actrice pour Alicia Vikander.
- Société des critiques de cinéma d'Hawaii (Hawaii Film Critics Society) 2019 : Meilleures cascades.